# Фреву
Фрѐву е танц и съответно музика от щата Пернамбуку.
Този танц комбинира елементи от танца машише, военен марш и капоейра. Музиката е с бърз ритъм, прилича на полката и подхожда за карнавала. В танца има много подскоци, някои части от танца напомнят на руския казачок. Танца е смесен с акробатика.
Костюмите са винаги в типичните цветове за танца, които са червено, жълто, зелено и синьо. Но най-характерното за танца е задължителното присъствие на чадърчето, което е оцветено пак в същите цветове. Това са цветовете на знамето на щата Пернамбуку.